# Æthelred (roi de Mercie)
Vous lisez un « bon article » labellisé en 2017.
Pour les articles homonymes, voir Æthelred.
Æthelred est roi de Mercie, royaume anglo-saxon des Midlands, de 675 à 704.
Fils de Penda, Æthelred monte sur le trône à la mort de son frère Wulfhere. Dès sa première année de règne, il envahit le Kent et ses troupes détruisent la ville de Rochester. En 679, il met en déroute l'armée de son beau-frère Ecgfrith de Northumbrie à la bataille de la Trent. Cette victoire importante marque la fin de l'influence northumbrienne au sud du Humber. En revanche, ses efforts pour rétablir la domination mercienne dans le sud de l'Angleterre sont vains.
Æthelred est un souverain pieux et généreux à l'égard de l'Église. Son règne voit la réorganisation des évêchés anglais par l'archevêque de Cantorbéry Théodore de Tarse. Æthelred se lie également d'amitié avec l'évêque northumbrien Wilfrid durant l'exil de ce dernier : il lui confie des responsabilités épiscopales en Mercie et le soutient lors du concile d'Austerfield.
Æthelred épouse la princesse northumbrienne Osthryth, qui est assassinée en 697. Il abdique en 704, laissant le trône à son neveu Cenred, le fils de Wulfhere. Après son abdication, il devient moine à l'abbaye de Bardney, qu'il avait fondée avec son épouse. C'est là qu'il est inhumé après sa mort, survenue à une date inconnue. Son fils Ceolred devient roi après Cenred, en 709. Il est possible qu'il ait eu un autre fils nommé Ceolwald, qui est mentionné dans une liste de rois comme l'éphémère successeur de Ceolred.

## Contexte: la Mercie auVIIesiècle

Carte des peuples anglo-saxons vers l'an 600.

Lorsque Æthelred monte sur le trône, en 675, plusieurs royaumes anglo-saxons se partagent la majeure partie de l'Angleterre. Parmi ceux-ci, la Mercie occupe la région des Midlands. Elle est entourée par la Northumbrie au nord, l'Est-Anglie à l'est et le Wessex et l'Essex au sud. Ce dernier, situé entre l'Est-Anglie et le Kent, inclut la ville de Londres. Les origines du royaume de Mercie ne sont pas clairement connues, faute de sources fiables, et ce n'est qu'à partir du deuxième quart du VIIe siècle, sous le règne de Penda, père d'Æthelred, que son histoire commence à être documentée de manière solide.
La principale source littéraire concernant cette période est l'Histoire ecclésiastique du peuple anglais du moine northumbrien Bède le Vénérable, probablement achevée vers 731. Cet ouvrage s'intéresse avant tout à l'Église, mais il contient également d'importantes informations sur la vie politique des royaumes anglo-saxons. Si Bède fait appel à des sources locales pour ce qui concerne le Wessex et le Kent, il ne semble pas avoir entretenu de tels contacts en Mercie, dont il offre donc une vision moins précise. Des informations supplémentaires sont fournies par les chartes, des documents enregistrant les donations royales de terres à des personnes ou à des établissements religieux,, ainsi que par la Chronique anglo-saxonne, une série d'annales compilées au Wessex à la fin du IXe siècle mais s'appuyant sur des sources plus anciennes.
D'après Bède, le roi de Northumbrie Oswiu affronte l'armée mercienne de Penda, le père d'Æthelred, en 655, et remporte la victoire à la bataille de la Winwaed Il divise alors le royaume de Mercie en deux : s'arrogeant le contrôle de la partie nord, il place sur le trône de la partie sud Peada, le fils de Penda, qui est mort durant l'affrontement. Peada est assassiné dès 656, sur quoi Oswiu prend le contrôle de toute la Mercie, mais le règne d'un souverain étranger mécontente la noblesse mercienne. Deux ans après la prise de pouvoir par Oswiu, un coup d'État libère le royaume du joug northumbrien et place sur le trône Wulfhere, un autre fils de Penda. Wulfhere devient le souverain le plus puissant d'Angleterre au début des années 670 : son autorité s'étend alors sur les autres monarques anglo-saxons, à l'exception du roi de Northumbrie.

## Biographie

### Origines
Æthelred est le fils de Penda de Mercie. Sa mère est vraisemblablement Cynewise, la seule épouse de Penda connue,. D'après la Chronique anglo-saxonne, Penda est âgé de cinquante ans en 626 et règne trente ans, mais il est peu probable qu'il soit mort à quatre-vingts ans dans la mesure où ses fils Wulfhere et Æthelred sont encore jeunes lorsqu'il trouve la mort. Il est plus vraisemblable qu'il ait eu cinquante ans à sa mort,. L'année de naissance d'Æthelred n'est pas connue, mais il est probablement âgé d'une quinzaine d'années lorsque Wulfhere monte sur le trône, en 658. Les sources ne précisent pas lequel des deux frères est l'aîné.
On ne sait rien de l'enfance d'Æthelred. Sa fratrie comprend un autre frère, Peada, et deux sœurs, Cyneburh et Cyneswith,. La Vie de sainte Mildburh affirme que Merewalh, un roi du peuple des Magonsæte, est également le fils de Penda, mais ce fait n'est pas accepté par tous les historiens modernes.

### Avènement et premières années de règne

Carte du sud de l'Angleterre à l'époque d'Æthelred.

En 674, Wulfhere lance une campagne militaire contre la Northumbrie, mais il est vaincu par Ecgfrith, le fils d'Oswiu, qui le contraint à lui céder le Lindsey, région correspondant à l'actuel Lincolnshire, et à lui verser un tribut,. Wulfhere meurt l'année suivante, de maladie d'après Henri de Huntingdon, et Æthelred lui succède, peut-être parce que Cenred, le fils de Wulfhere, est encore trop jeune pour monter sur le trône,.
Le premier événement connu du règne d'Æthelred est son invasion du Kent, en 676. Ses armées ravagent la région et détruisent Rochester, le siège des évêques du Kent occidental. Les causes de cette guerre sont inconnues, mais Æthelred cherche peut-être à empêcher Hlothhere de reprendre le contrôle du Surrey, une région entrée dans l'orbite de la Mercie sous le règne de Wulfhere. Il est également possible qu'un désir de vengeance l'anime : le frère de Hlothhere, Ecgberht, a fait assassiner les fils d'Eormenred, qui pourraient avoir été les neveux d'Æthelred. Enfin, une autre hypothèse suggère que l'invasion aurait pu être demandée par les rois d'Essex, qui craignent pour leur indépendance vis-à-vis du Kent. Quelle qu'en ait été la cause, l'invasion mercienne contraint apparemment Hlothhere à reconnaître la suzeraineté d'Æthelred. Le siège épiscopal de Rochester a tellement souffert que l'évêque Putta préfère démissionner, et son successeur Cwichhelm renonce également au diocèse en raison de sa pauvreté,.
Les premières années du règne d'Æthelred sont marquées par la réorganisation de la hiérarchie épiscopale en Mercie, sous la houlette de l'archevêque de Cantorbéry Théodore de Tarse. Il démet l'évêque Wynfrith de sa position vers 675 et divise le vaste diocèse de Mercie en cinq au cours des années qui suivent, avec des sièges à Leicester, Lichfield, Worcester, Dorchester et Hereford. Souverain pieux, Æthelred se montre généreux vis-à-vis de cette Église en développement, avec des donations de terres à Tetbury, Long Newnton et Somerford Keynes. Une tradition lui attribue également la fondation de l'abbaye d'Abingdon, dans l'Oxfordshire.

### Relations avec la Northumbrie

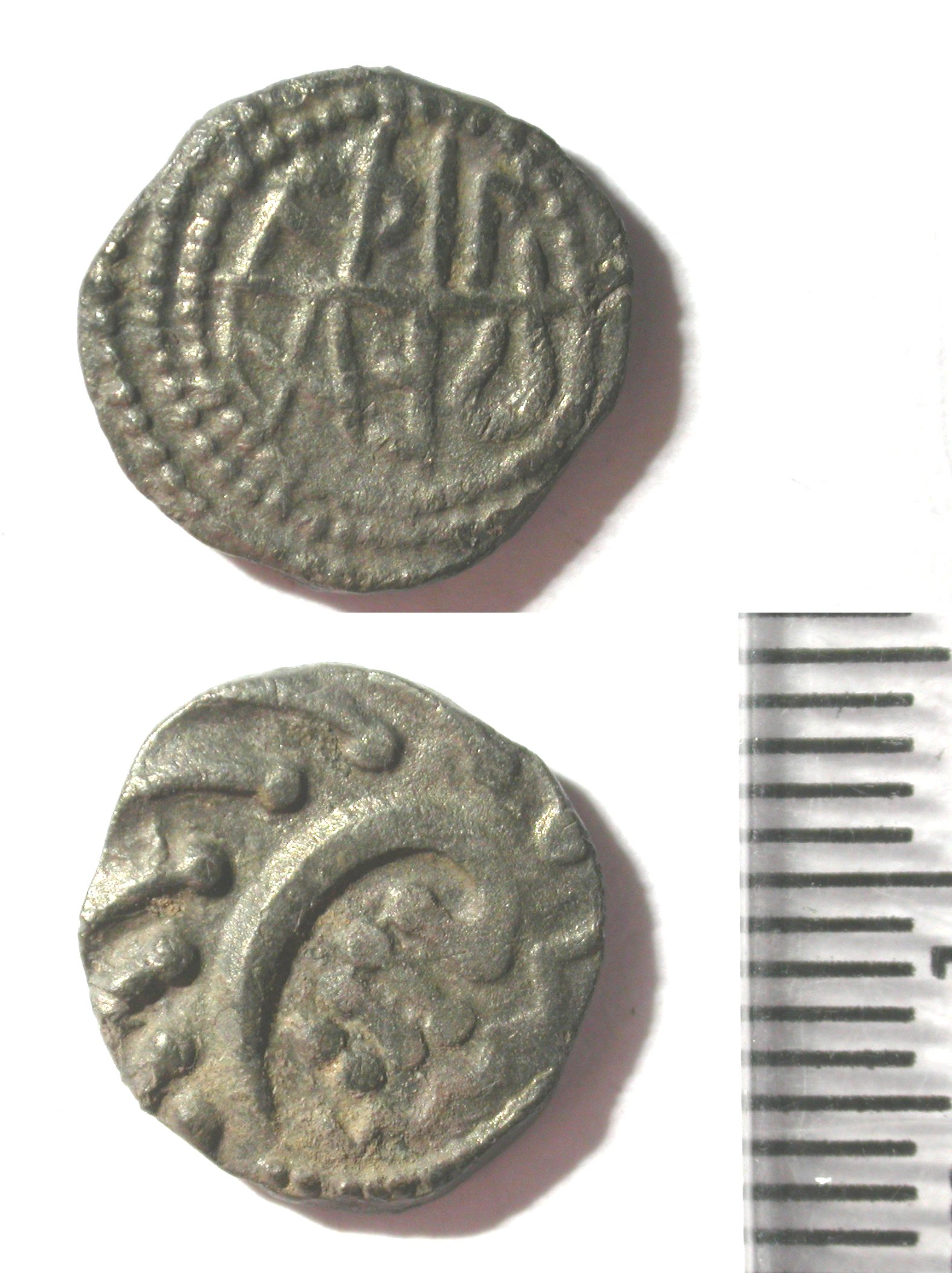
Un sceat frappé sous le règne d'Æthelred.

Les relations entre la Mercie et la Northumbrie sont conflictuelles depuis 633 au plus tard. Cette année-là, Penda remporte la bataille de Hatfield Chase sur Edwin de Northumbrie, qui est tué au combat. Plusieurs mariages sont pourtant noués entre les deux familles royales : l'une des sœurs d'Æthelred, Cyneburh, épouse Alhfrith, un fils d'Oswiu de Northumbrie, tandis qu'Æthelred et son frère Peada épousent des filles d'Oswiu. Le mariage d'Alhfrith et Cyneburh prend place au début des années 650, et celui de Peada et Ealhflæd se déroule peu après. On ignore quand Æthelred épouse Osthryth, mais puisque Bède mentionne ce mariage dans sa description de la bataille de la Trent, en 679, il a nécessairement eu lieu avant cette date,.
Bède ne précise pas les causes de la bataille de la Trent, mais il offre un récit détaillé de ses conséquences. Le jeune roi de Deira, Ælfwine, un autre fils d'Oswiu, perd la vie sur le champ de bataille. Sa mort menace d'envenimer encore davantage la situation, mais l'intervention de l'archevêque Théodore permet de rétablir la paix entre les deux royaumes. Ecgfrith reçoit le wergild attendu pour la mort de son frère, mais Æthelred prend le contrôle du Lindsey, région définitivement acquise à la Mercie jusqu'aux invasions vikings du IXe siècle. Bien qu'il soit fait mention d'autres batailles impliquant les deux royaumes après 679, la bataille de la Trent marque clairement la fin de l'implication northumbrienne dans les affaires anglo-saxonnes au sud du Humber.
En 678, le puissant évêque Wilfrid d'York, en conflit avec les autorités ecclésiastiques et séculières, est chassé du royaume de Northumbrie. Son vaste diocèse est divisé comme l'a été celui de Mercie, et Æthelred se range alors aux côtés du roi Ecgfrith contre lui. Wilfrid peut revenir en Northumbrie après la mort d'Ecgfrith, en 685, grâce à la médiation de l'archevêque Théodore. Une nouvelle querelle éclate avec le nouveau roi Aldfrith, et Wilfrid est à nouveau exilé en 692. Il se réfugie alors en Mercie, où Æthelred lui permet d'exercer la charge épiscopale pour les Angles du Milieu. Il prend également sa défense lors du concile d'Austerfield, vers 702, lors duquel Wilfrid tente de se défendre devant une assemblée d'évêques menée par l'archevêque Berhtwald, le successeur de Théodore,. Ce soutien assombrit les relations d'Æthelred avec Cantorbéry et la Northumbrie, sans que l'on sache exactement ce qu'il y gagne. Il est possible que l'existence de plusieurs monastères fondés par Wilfrid sur le sol mercien ait pesé dans sa décision.

### Relations avec les royaumes du Sud
Deux chartes d'Æthelred datées de 681 attestent de donations près de Tetbury, à la frontière entre le Gloucestershire et le Wiltshire. Elles témoignent peut-être d'un accroissement de l'influence mercienne dans la région au détriment des Saxons de l'Ouest, dans la continuité du règne de Wulfhere. Les Saxons de l'Ouest connaissent une résurgence militaire notable sous le règne de Cædwalla, mais son abdication en 688 semble à l'origine d'une période de troubles, en particulier dans les royaumes du sud-est de l'Angleterre.
Dans le Kent, un certain Oswine arrive au pouvoir, mais son autorité se limite à la moitié orientale du royaume, car l'ouest est gouverné par Swæfheard, le fils du roi d'Essex Sæbbi. Ces deux souverains semblent avoir bénéficié du soutien d'Æthelred, qui confirme une charte de chacun d'eux pour des donations dans le Kent. L'hostilité du roi de Mercie vis-à-vis de l'ancienne lignée royale de Kent, à laquelle aucun d'eux n'appartient, est bien attestée par son invasion de 676,. Une charte de Swæfheard datant de 691 mentionne une seconde invasion du Kent par Æthelred. Ce dernier pourrait avoir cherché à installer Wilfrid sur le siège archiépiscopal de Cantorbéry,. Il est également possible qu'il ait eu besoin du soutien du Kent pour mettre au pas le royaume d'Essex, qui n'est plus soumis à la Mercie depuis une dizaine d'années ou davantage. Les Saxons de l'Est finissent par repasser sous l'autorité d'Æthelred : il fait don de terres à l'évêque de Londres Waldhere après 693, et il accorde son consentement à une donation de Swæfheard en 704. Sur cette charte de 704 apparaît un comes, fonctionnaire installé par les Merciens pour garantir leurs intérêts dans la région.
En dépit de ces traces d'interventions merciennes dans le sud-est, Æthelred ne semble guère avoir entretenu d'ambitions expansionnistes vers le sud. Le renforcement des Saxons de l'Ouest sous Cædwalla et son successeur Ine limite vraisemblablement les opportunités dans cette direction. Au nord, les Northumbriens ne sont plus une menace depuis la victoire de la Trent, et la défaite catastrophique d'Ecgfrith contre les Pictes à Nechtansmere en 685 les affaiblit encore davantage. Il est possible qu'Æthelred ait été occupé par des conflits contre les Gallois. À l'ouest, c'est en tout cas sous son règne que les Hwicce sont définitivement rattachés à la Mercie. Le dernier souverain de ce peuple à prendre le titre de roi est Oshere, qui meurt en 685 mais sollicite dès le milieu des années 670 la confirmation d'Æthelred pour ses donations. Une charte par laquelle Æthelred fait directement don de terres pour une église sur le territoire des Hwicce, sans passer par l'intermédiaire d'un roi local, semble également témoigner de l'autorité accrue de la royauté mercienne dans la région. Bien qu'elle soit généralement considérée comme un faux, cette charte repose apparemment sur une source antérieure authentique.

### Abdication et dernières années

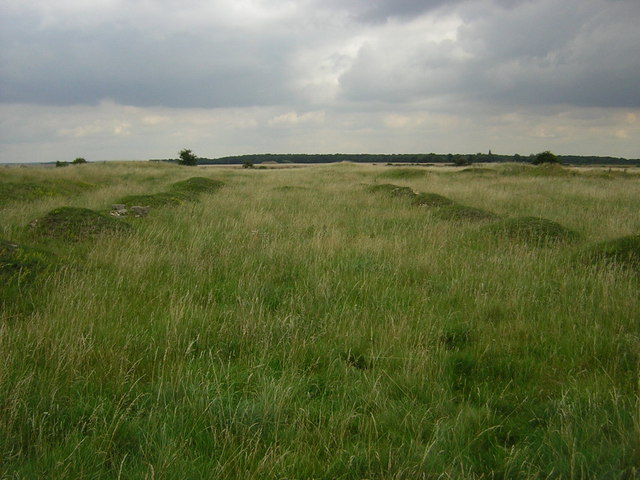
L'emplacement de l'ancienne nef de l'abbaye de Bardney.

La reine Osthryth est assassinée en 697. Bède affirme que ce sont des Merciens qui ont commis ce crime, sans en préciser le mobile. Il pourrait s'agir d'une vengeance pour le meurtre du roi Peada, survenu quarante ans plus tôt grâce à « la trahison de sa propre épouse » d'après Bède. Or, l'épouse de Peada, Ealhflæd, n'est autre que la sœur d'Osthryth. Il est également possible qu'il ne s'agisse que d'une nouvelle illustration des mauvaises relations entre Merciens et Northumbriens. Quoi qu'il en soit, Osthryth est inhumée en l'abbaye de Bardney, dans le Lindsey, le monastère qui abrite les reliques de son oncle Oswald de Northumbrie.
Æthelred abdique en 704 pour entrer dans les ordres. Il devient l'abbé du monastère de Bardney, laissant le trône à son neveu Cenred, le fils de Wulfhere. Le soutien d'Æthelred et Osthryth à l'abbaye de Bardney s'inscrit dans la politique mercienne d'aide aux établissements religieux situés aux franges du royaume, de même que le culte des saints royaux comme Oswald. Le couple royal est d'ailleurs vénéré à Bardney par la suite. Æthelred reste apparemment informé des affaires du monde extérieur après son abdication : d'après la Vita sancti Wilfrithi, il convoque son successeur Cenred pour lui conseiller de faire la paix avec Wilfrid. La date de son décès n'est mentionnée dans aucune source, mais la Chronique anglo-saxonne précise qu'il est inhumé à Bardney.
Ceolred, qui succède à Cenred en 709, est le fils d'Æthelred. Sa mère est vraisemblablement Osthryth, bien que le Chronicon Abbatiae de Evesham, une chronique du XIIIe siècle, indique que Ceolred n'est pas le fils d'Osthryth, mais d'une femme non nommée qui pourrait être la deuxième épouse d'Æthelred. Il existe une version de la liste des rois de Mercie dans laquelle un certain Ceolwald succède à Ceolred. Ce souverain, si tant est qu'il ait existé, pourrait être un autre fils d'Æthelred.